# 木更津警察署
木更津警察署（きさらづけいさつしょ）は、千葉県警察が管轄する警察署の一つである。第7方面の代表警察署。署長は警視。また署内には自動車警ら隊木更津分駐隊が設置されている。

## 所在地
- 千葉県木更津市潮見一丁目1番5号

## 管轄区域
- 木更津市
- 袖ケ浦市

## 庁舎概要
木更津警察署庁舎
- 竣工年 : 2008年
- 延床面積 : 5,400m2
- 構造/規模 : RC造、地上5階

木更津警察署車庫棟
- 竣工年 : 2008年
- 延べ床面積 : 1,250m2
- 構造/規模 : S造、地上2階

## 沿革

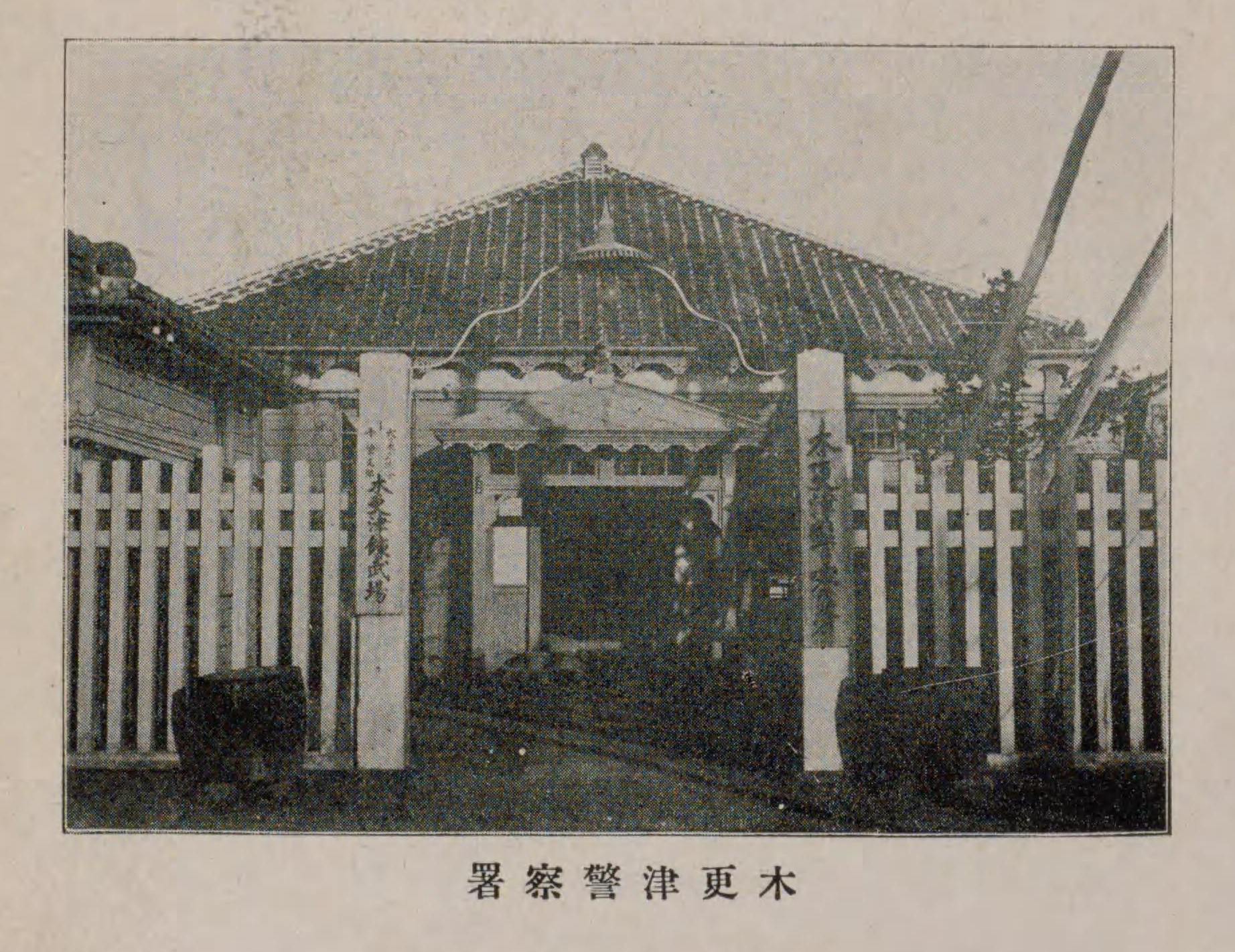
木更津警察署（1927年当時）

- 1873年（明治6年） - 木更津村仲町の寺院の一室を借用して木更津警察署が発足
- 1970年（昭和45年）
  - 3月27日 - 千葉県木更津市潮見二丁目1番2号にRC3階建ての新庁舎に移転。
  - 4月1日 - 千葉県上総警察署を統合。
- 1982年（昭和57年）3月 - RC3階建ての庁舎別館が完成
- 1993年（平成5年） - 君津警察署の開設に伴い君津市全域が管轄区域から外れる
- 2008年（平成20年）9月12日 - 新庁舎、車庫棟落成。現在地に移転。

旧木更津警察署の老朽化、狭隘に伴い、木更津市役所駐車場西側への鉄筋コンクリート造5階（本庁）建て、鉄骨造2階建（車庫棟）の建て替え工事が実施され、2008年9月12日に落成式が行われた。建て替えに伴い、県内の警察署に数カ所しかない男女別の留置場を整備し、車庫棟2階には、野田警察署に続き県内で2カ所目となる射撃場が設置された。
旧庁舎は、築38年が経過し関東大震災級（震度6、震度7クラス）の地震で倒壊の危険がある建物と認定され、ランク別では最低のランクVに位置づけられていた。その他にもランクVに指定されている県内の警察署は、千葉中央警察署（1973年3月築）、鴨川警察署（1973年10月築）などがあり、千葉県としては順次建て替え、又は耐震補強を検討している。

## 交番

### 木更津市
- 岩根駅前交番（木更津市岩根3-6-4）
- 小浜交番（木更津市小浜279-3）
- 木更津駅前交番（木更津市富士見1-1-1）
- 清見台交番（木更津市清見台南5-1-22）
- 長須賀交番（木更津市朝日3-4-22）

### 袖ケ浦市
- 袖ケ浦駅前交番（袖ヶ浦市奈良輪1-12-3）
- 長浦駅前交番（袖ヶ浦市長浦駅前3-1-1）

## 駐在所

### 木更津市
- 江川駐在所（木更津市江川1440-1）
- 金田駐在所（木更津市中島2246-2）
- 桜井駐在所（木更津市桜井847）
- 中郷駐在所（木更津市有吉209-2）
- 波岡駐在所（木更津市上烏田19-1）
- 馬来田駐在所（木更津市真里31）

### 袖ケ浦市
- 中川駐在所（袖ヶ浦市横田1213-1）
- 根形駐在所（袖ヶ浦市三ッ作844）
- 平岡駐在所（袖ヶ浦市野里1494）